# Maršiči (gmina Ribnica)
Maršiči – wieś w Słowenii, w gminie Ribnica. W 2018 roku liczyła 19 mieszkańców.